# Mankells Wallander: Die Zeugin
Die Zeugin (schwedisch: Vittnet) ist ein schwedischer Fernsehfilm aus dem Jahr 2010.
Es handelt sich um die dreizehnte Folge der zweiten Staffel, also die insgesamt sechsundzwanzigste Folge der schwedischen Kriminalserie Mankells Wallander mit Krister Henriksson in der Hauptrolle. Die Erstausstrahlung in Schweden fand am 16. Juni 2010 auf TV4 statt; die deutschsprachige Erstausstrahlung erfolgte am 13. Juni 2011 auf Das Erste.

## Handlung
Staatsanwältin Katarina Ahlsell führt einen Prozess gegen Filip Pasalic, den 53-jährigen Inhaber einer Zeitarbeitsfirma für die Gebäudereinigungsbranche, wegen Menschenhandels und Steuerhinterziehung.
Als Wallander Katarinas Auto abholen will, geht eine Autobombe hoch. Ihm ist schnell klar, dass der Anschlag eigentlich Katarina wegen des Prozesses galt. Der einzige Kontakt, den Pasalic zur Außenwelt hat, sind seine Familie und sein Anwalt. Anhand der Konstruktion der Bombe vermutet Nyberg, dass diese nur als Schreckschuss gedacht war. Katarina schickt ihre beiden Kinder zu deren Sicherheit zu ihrem Ex-Mann Henrik nach Stockholm.
Zeitgleich ist Baustellenleiter Zoran Popov für den Bau einer ökologisch zertifizierten Anlage zur Müllbeseitigung zuständig. Er treibt seine osteuropäischen Arbeiter zur Akkordarbeit an, da die Anlage nach den Vorgaben seiner Auftraggeberin Maja früher als geplant fertig werden muss. Einer der Arbeiter, der Litauer Jonas, hat auf der Baustelle seine zwölfjährige Schwester Natalia versteckt, weil er sie zuhause nicht alleine zurücklassen konnte. Da werden er und ein Kollege von zwei Zementsäcken erschlagen. Während der Kollege sofort tot ist, überlebt Jonas zunächst, wird dann aber von Zoran erstickt. Natalia bekommt mit, wie Zoran die Leichen beseitigt.
Jussif Amir, der erste Zeuge der Staatsanwaltschaft, und ein weiterer Zeuge erscheinen nicht zum Prozess.
Auf ihrer Flucht wird Natalia vom Zoll aufgeschnappt und zu Wallander gebracht. Mit Hilfe eines Dolmetschers erzählt Natalia von Jonas und der Baufirma Reeko. Als Wallander mit Natalia die Firma aufsucht, erblickt sie Zoran und flüchtet. Wallander fordert Verstärkung an, um Natalia zu suchen.
Fahrrad Shabas, der nächste Zeuge im Prozess, sagt aus, dass die Arbeitsbedingungen bei Filip Pasalic normal waren.
Wallander findet heraus, dass die Zeitarbeitsfirma Novak Personalvermittlung für die Baustelle, auf der Jonas gearbeitet hat, tätig war. Er erinnert sich, dass die Firma und deren Chef Zoran Popov in den aktuellen Prozess verwickelt sind. Zoran Popov gibt zu, für Filip Pasalic gearbeitet zu haben, von seiner Seite aus sei alles ordnungsgemäß abgerechnet worden; einen Jonas kenne er nicht. Martinsson findet heraus, dass Popov und Pasalic vor zwei Monaten gemeinsam in Polen und Litauen waren. Von Natalia gibt es nichts Neues. Katarina fragt Wallander, ob er vor Gericht über seine Ermittlungen aussagen kann; Wallander stimmt zu.
Popov schickt seine aktuellen Arbeiter nach Hause und organisiert neue Arbeiter. Wallander glaubt, dass Popov Jonas kannte und dass Natalia irgendetwas gesehen hat, was sie erschreckte. Seine Befragung der Arbeiter auf der Baustelle führt zu keinem Ergebnis.
Als Wallander mit Jussi spazieren geht, explodiert vor seinem Haus eine Autobombe, wobei Jussi verletzt wird. Jussi erleidet eine Fraktur und innere Verletzungen und muss operiert werden. Durch den Vorfall verpasst Wallander seine Zeugenaussage vor Gericht.
Wallander bekommt einen Anruf, dass Natalia im Hafen gesehen wurde. Während Wallander den Hafen erreicht und nach Natalia zu suchen anfängt, wird sie auch von Popov entdeckt, kann aber vor ihm fliehen. Als Natalia durch die Innenstadt streift, sieht sie eine Zeitung mit einer Schlagzeile über den jüngsten Autobombenangriff auf Wallander. Im Telefonbuch findet sie Wallanders Adresse.
Katarina Ahlsell beschließt, sich aus dem Prozess zurückzuziehen und wieder nach Stockholm zu gehen. Ihr Ex-Mann hat die Kinder bereits in Stockholm in der Schule angemeldet; sie will dort sein, wo auch ihre Kinder sind.
Als Popov in der Nacht Wallanders Haus beobachtet, sieht er, wie Natalia auftaucht und etwas in Wallanders Briefkasten wirft. Popov entführt Natalia. Wallander bekommt dies mit und nimmt die Verfolgung auf. Er verfolgt Popov bis zur Reeko und fordert Verstärkung an. Als Popov Natalja umbringen will, taucht Maja auf und will wissen, was los ist. Als sie eingreift, wird sie von Popov ins Bein geschossen. Wallander kommt hinzu. Als Popov Anstalten macht, sich selbst zu erschießen, gibt Wallander ihm sein Wort, ihm zu helfen, wenn Popov gegen Filip Pasalic aussagt.
Wallander bekommt Besuch von Katarina, die sich bedanken will. Jussi muss noch über Nacht in der Tierarztpraxis bleiben. Popov hat gegen Pasalic ausgesagt.
Beim Spaziergang am Strand blickt Wallander wehmütig auf Katarinas früheres, leeres Haus.
Am nächsten Tag holen Wallander und Ebba in der Tierarztpraxis Jussi ab, der bis auf die Fraktur seine Verletzungen überstanden hat. Wallander und Jussi begleiten Natalia im Zug nach Stockholm, wo das Jugendamt eine Pflegefamilie für sie gefunden hat.

## Kritiken
„Dichter (Fernseh-)Krimi als letzter Teil der „Wallander“-Staffel, in dem man dem desillusionierten Protagonisten gleich in mehrfacher Hinsicht der Boden unter den Füßen wegzieht. - Ab 14.“